# Eueides dynastes
Eueides dynastes är en fjärilsart som beskrevs av Felder 1861. Eueides dynastes ingår i släktet Eueides och familjen praktfjärilar. Inga underarter finns listade i Catalogue of Life.